# Wolfsburg
Wolfsburg este un oraș în landul Saxonia Inferioară, Germania.